# Cylindrophis isolepis
Cylindrophis isolepis är en ormart som beskrevs av Boulenger 1896. Cylindrophis isolepis ingår i släktet cylinderormar och familjen Cylindrophiidae. Inga underarter finns listade i Catalogue of Life.
Denna orm förekommer endemisk på ön Jampea som ligger intill Sulawesi.